# Костёл Святого Рафаила (Вильнюс)
Костёл Свято́го Арха́нгела Ра́фаила (костёл Архангела Рафаила, костёл Рафала, костёл Святого Рафаила, Arkangelo Rapolo bažnyčia, Švento Rapolo, kościół Śwętego Rafała) — католический храм бывшего иезуитского (позднее пиарского) монастыря в Вильнюсе, памятник архитектуры позднего барокко. Располагается на Снипишках (Šnipiškės) на перекрёстке улиц Калварию (Kalvarijų) и Шнипишкю, неподалёку от Зелёного моста; официальный адрес Шнипишкю 1 (Šnipiškių g. 1). Службы на литовском и польском языках.
Ансамбль костёла, бывших зданий монастыря и хозяйственных построек, занимающий территорию площадью в 1,71 га, является охраняемым государством объектом культурного наследия национального значения; код в Реестре культурных ценностей Литовской Республики 17068; код собственно храма — 28335.

## История
Костёл для иезуитов на Снипишках, в былом предместье Вильны на высоком правом берегу Вилии, построил в 1702—1709 годах на свои средства вельможа Михал Кощиц (Michał Koszczyc) при поддержке виленского воеводы Казимира Яна Сапеги и польного гетмана Михаила Казимира Радзивилла.
Иезуиты при костёле основали монастырь, строительство зданий которого завершилось в 1740 году. Каменный костёл был возведён в 1715—1730 годах, некоторые работы продолжались до 1735 года.
С упразднением ордена иезуитов (1773) храм и монастырь перешёл к пиарам. В 1791 году храм стал приходским. В 1792 году монастырь пиарами был продан царскому правительству, которое впоследствии устроило в нём казармы. В 1812 году при нашествии Наполеона французы использовали храм под оружейный склад, нанеся зданию значительный ущерб. До 1824 года оно пустовало, затем храм был приведён в порядок и действовал как приходской. В 1832 году царскими властями в храме был устроен склад российской армии. В 1860 году костёл был возвращён верующим, стал приходским и больше не закрывался. В 1975 году костёл реставрировался. В части помещений монастыря располагается департамент памятников министерства культуры Литвы.

## Архитектура
Костёл Святого Архангела Рафаила составляет вместе с комплексом зданий бывшего монастыря архитектурный ансамбль позднего барокко. Костёл прямоугольный в плане, трёхнефный, базиликального типа. В нижнем ярусе главного фасада доминирует характерная для перехода от раннего к позднему барокко плоская стена с чётким ордерным членением. Разнообразит фасад портал в барочном обрамлении, овальное окно, своеобразно изогнутые обрамления окон и ниш второго яруса. Низкий ярус (парапет) над карнизом соединяет треугольный фронтон с двумя башнями. В нишах второго яруса установлены гипсовые фигуры святого архангела Рафаила и святого Иосифа Каласанция (основателя ордена пиаров).
Третий и четвёртый ярусы башен были надстроены в 1752 году архитектором Яном Валентом Дидерштейном при участии, как предполагается, Яна Неземковского. Пластичная композиция башен с колоннами и волютами по углам, изощрённо выгнутыми карнизами, придаёт фасаду грациозность и пышность. В архитектурных формах двух башен храма отражается переход от барокко к рококо. Шлемы сложной формы не характерны для виленского барокко.. Боковые фасады сдержанны и строги.
Большой алтарь с группами колонн на высоких пьедесталах и многочисленными фигурными скульптурами относится к стилю рококо. В алтаре находится картина известного художника Шимона Чеховича с изображением архангела Рафаила.